# Георгий Бобриков
Георгий Иванович Бобриков (на руски: Георгий Иванович Бобриков) е руски офицер, генерал от пехотата. Участник в Руско-турската война (1877 – 1878). Военен деец и писател.

## Биография
Георгий Бобриков е роден на 4 август 1840 г. в Санкт Петербург в семейството на военен лекар. Посвещава се на военното поприще. Учи в 1-ви Кадетски корпус. Действителна военна служба започва с производство в първо офицерско звание корнет в лейбгвардейския лански полк (1859). Завършва курса на Николаевската академия на Генералния щаб (1866). Служи в Генералния щаб, 2-ра гвардейска дивизия (1868), Военно-учебния комитет на Генералния щаб (1869). Повишен е във военно звание полковник от 1869 г.
През есента на 1874 г. провежда разузнавателна мисия на османска територия заедно с Панайот Волов, като скицира укрепленията на Шумен и Преслав. Участва в Руско-турската война (1877 – 1878). При подготовката е назначен за офицер за особени поръчения при главнокомандващия Действуващата руска армия на Балканския полуостров княз Николай Николаевич. Военен агент в Букурещ и Белград (1877, 1878).
Разработва „Проект за организиране на Български доброволчески чети“. Дейно участие в неговата реализация взимат и полковник Николай Артамонов, дипломатът Михаил Хитрово, дейците на национал-революционната борба Панайот Хитов, Ильо войвода, Симо Соколов и др.
Награден със златно оръжие „За храброст“ (1877) и орден „Свети Георги“ IV степен (1878). Повишен е във военно звание генерал-майор от 1878 г. Участва в работата на Берлинския конгрес и установяването на границата между Османската империя и Гърция.
След войната е член на Военно-учебния комитет на Генералния щаб (1881). Служи в Санктпетербургския военен окръг (1885). Повишен е във военно звание генерал-лейтенант от 1888 г. Работи по въпросите на отбраната на Балтийското крайбрежие. Командир на 1-ва гвардейска пехотна дивизия (1898 – 1901). Член на Александровския комитет за ранените и завеждащ Измайловския дом за престарели воини (1898). Повишен е във военно звание генерал от пехотата от 1904 г. Награден е с орден „Свети Александър Невски“ (1898).
Автор на 11 военно-исторически и военно-приложни труда. Сред тях са неговите „Записки“ т. I, СПб, 1913.
Емигрира след революцииите в Русия от 1917 г. Умира в Швейцария на 26 декември 1924 г.